# Васил Бойдев
Васил Тенев Бойдев е български офицер (генерал-лейтенант), военен комендант на Вардарска Македония по време на българското управление през Втората световна война.

## Биография
Васил Бойде в роден на 1 януари 1893 година в град Казанлък. Син е на полковник Теню Бойдев и по-голям брат на подполковник Антон Бойдев. През 1912 г. завършва Военното на Негово Величество училище и на 2 август е произведен в чин подпоручик. През следващата година влиза във Висшата кавалерийска школа в Горна Баня. От 1922 до 1925 учи във Военната академия. Службата си започва през 1912 година в първи ескадрон на 4-ти конен полк. През Балканските войни е адютант на генерал Велчев. Между 1915 и 1918 е командир на картечния ескадрон на 4-ти конен полк. От 1923 е в 7-и конен полк, след което от 1925 г. е началник на 9-и пограничен участък. От 1927 е началник на отделение в Генералния щаб и преподавател по тактика, военна стратегия и снабдителни служби към Военната академия. Същата година става преподавател във Военното училище. През 1928 е началник-щаб на 3-та пехотна балканска дивизия. От 1929 г. служи в Кавалерийската инспекция. На 26 ноември 1930 е назначен за началник на въздухоплавателното училище, а от 1931 е командир на 1-ви конен полк. През 1932 г. е назначен на служба в Щаба на войската, от 1933 г. е началник-щаб на 8-а пехотна тунджанска дивизия, а от 1934 г. е началник-щаб на 2-ра военноинспекционна област. В периода 16 май-31 октомври 1935 е командир на девети пехотен пловдивски полк. Началник на Военното училище от 4 ноември 1935 до 5 октомври 1936.
От 6 октомври 1936 г. става началник на въздушните войски. През следващите близо пет години активно допринася за възстановяването и усъвършенстването на този нов вид въоръжени сили, който преди това е бил унищожен съгласно клаузите на Ньойския договор. След окупацията и подялбата на Полша, цар Борис го изпраща през есента на 1939 в Москва с мисия да иска доставка на оръжие за Българската армия. Преговорите завършват без успех, защото Кремъл поставя условие България да сключи пакт за ненападение и взаимопомощ със СССР. България е съгласна да подпише единствено пакт за ненападение, но не и за „взаимопомощ“. Успех на Бойдев е, че при тази си мисия успява да спаси от съветските лагери български летци, които се обучавали в Полша и са пленени. След отказа на Москва се налага България да купува оръжие от Германия. През зимата на 1941 г. Бойдев и изпратен в Брашов и успява да договори с фелдмаршал Лист на България статут за невоюващ съюзник на Третия райх. Така страната не взима участие в балканската кампания на Вермахта срещу Гърция и Югославия през април-май на същата година. На 11 август 1941 е назначен за командир на Пета българска армия, разположена във Вардарска Македония. Поради несъгласие със стриктния прогермански курс на регентството около Богдан Филов и на военния министър Руси Русев подава оставка и на 11 май 1944 излиза в запаса. През 1945 година Бойдев е изправен пред т.нар. Народен съд, осъден и изпратен на лагер. След като изтича присъдата му, той е интерниран в Троян, където живее заедно със съпругата си до смъртта си на 23 април 1984 г. 
Награждаван е с орден „За храброст“ 4-та степен, 2-ри клас. Спомените си написва през 1969 г. в гр. Троян..

## Семейство
Генерал-лейтенант Васил Бойдев е женен и има едно дете – поручик Стефан Бойдев. Синът му е разработван от Държавна сигурност във връзка с командването му на българската рота във ФРГ.

## Военни звания
- Подпоручик (2 август 1912)
- Поручик (2 август 1914)
- Ротмистър (14 октомври 1917)
- Майор (27 ноември 1923)
- Подполковник (5 декември 1927)
- Полковник (18 юли 1934)
- Генерал-майор (1940)
- Генерал-лейтенант (1943)

## Награди
- Орден „Аквила Романа“ I степен, Кралство Италия (1943)

## Трудове
- „История на Първата световна война“
- „Конница и авиация“
- „Тактика на конницата“
- „Снабдителните служби и превозите във военно време“ (в съавторство)
- „История на Девети пехотен полк“
- „От юнкер до генерал“ (ръкопис)
- Васил Бойдев. От юнкер до генерал. Това, което малцина знаят. Подготвил за печат Иван Пейковски. – В: Сп. „Летописи“, 1994, № 5 – 6, № 7 – 8, 1995, № 3 – 4, с. 9 – 33, № 5 – 6, с. 48 – 86.
- „От поручик до генерал. Спомени“. Военно издателство, С., 2012